# Stefan Kovač
Stefan Kovač (srbskou cyrilicí: Стефан Ковач; * 14. ledna 1999) je bosenský profesionální fotbalista, který hraje na pozici záložníka za srbský klub FK Partizan.

## Klubová kariéra

### Mládežnická kariéra
Kovač prošel mládežnickou akademií CZ Bělehrad, odkud odešel v lednu 2019 do Čukarički. Svůj profesionální debut si odbyl 24. února proti Voždovacu ve věku 20 let. 1. května vstřelil branku při triumfu nad Napredakem Kruševac, což byl jeho první profesionální gól.

## Reprezentační kariéra
Kovač reprezentoval Bosnu a Hercegovinu na všech mládežnických úrovních.

## Statistiky

### Klubové
Platí k zápasu hranému 15. září 2024.
| Klub              | Sezóna            | Liga                    | Liga   | Liga | Národní pohár | Národní pohár | Kontinentální | Kontinentální | Celkově | Celkově |
| Klub              | Sezóna            | Soutěž                  | Zápasy | Góly | Zápasy        | Góly          | Zápasy        | Góly          | Zápasy  | Góly    |
| ----------------- | ----------------- | ----------------------- | ------ | ---- | ------------- | ------------- | ------------- | ------------- | ------- | ------- |
| IMT               | 2017/18           | Srbská bělehradská liga | 12     | 5    | —             | —             | —             | —             | 12      | 5       |
| IMT               | 2018/19           | Srbská bělehradská liga | 14     | 4    | —             | —             | —             | —             | 14      | 4       |
| IMT               | Celkově           | Celkově                 | 26     | 9    | —             | —             | —             | —             | 26      | 9       |
| Čukarički         | 2018/19           | Srbská SuperLiga        | 9      | 2    | —             | —             | —             | —             | 9       | 2       |
| Čukarički         | 2019/20           | Srbská SuperLiga        | 29     | 1    | 3             | 0             | 4             | 1             | 36      | 2       |
| Čukarički         | 2020/21           | Srbská SuperLiga        | 30     | 3    | 2             | 1             | —             | —             | 32      | 4       |
| Čukarički         | 2021/22           | Srbská SuperLiga        | 30     | 3    | 1             | 0             | 4             | 0             | 35      | 3       |
| Čukarički         | 2022/23           | Srbská SuperLiga        | 25     | 1    | 1             | 0             | 4             | 3             | 30      | 4       |
| Čukarički         | 2023/24           | Srbská SuperLiga        | 28     | 3    | 2             | 1             | 7             | 0             | 37      | 4       |
| Čukarički         | 2024/25           | Srbská SuperLiga        | 4      | 1    | 0             | 0             | —             | —             | 4       | 1       |
| Čukarički         | Celkově           | Celkově                 | 155    | 14   | 9             | 2             | 19            | 4             | 183     | 20      |
| Partizan          | 2024/25           | Srbská SuperLiga        | 8      | 3    | 1             | 0             | 2             | 0             | 11      | 3       |
| Celkově v kariéře | Celkově v kariéře | Celkově v kariéře       | 189    | 26   | 10            | 2             | 21            | 4             | 220     | 32      |